# ترل (تگزاس)
ترل، تگزاس(به انگلیسی: Terrell, Texas) شهری در ایالت تگزاس از ایالات جنوبی ایالات متحده آمریکا است. در سرشماری سال ۲۰۰۰، جمعیت این شهر ۱۹۵۲۷ نفر اعلام شد.